# Museo del castello di Santa Severa
Il Museo del Castello di Santa Severa, inaugurato e aperto al pubblico per la prima volta il 25 aprile del 2017, costituisce, insieme con il “Museo del Mare e della Navigazione Antica”, il “Polo Museale Civico del Castello di Santa Severa”, pertinente al Comune di Santa Marinella.

## Storia
La nuova struttura museale, ospitata nella Rocca del Castello e nella Torre Saracena, raccoglie, conserva e divulga al pubblico le testimonianze, la storia e l’archeologia del complesso monumentale attraverso i secoli, dal martirio di Santa Severa ai giorni nostri.
Dall'epoca tardo antica, attraverso le vicende medievali, il Rinascimento e l’epoca moderna si sviluppa un percorso didattico che racconta in vario modo la storia, gli avvenimenti e la vita del castello, sulla base dei reperti provenienti dagli ultimi scavi archeologici e dai documenti di archivio recuperati in tanti anni di ricerche.
In questo nuovo Museo, a conclusione di anni di studi e scavi, condotti a più riprese, a partire dal 2003, si presentano ai visitatori i risultati di quella che allo stato attuale appare come una delle più avvincenti avventure archeologiche che negli ultimi tempi hanno interessato il sito di Pyrgi e del Castello di Santa Severa. 
Dopo i grandi scavi del santuario etrusco condotti da Giovanni Colonna, con l’enorme messe di dati recuperati alla conoscenza dal lungo e proficuo lavoro di generazioni di studiosi, si è ora riusciti a gettare un occhio anche sulle stratigrafie di epoca romana e medievale, sepolte sotto il castello e il suo borgo. Per la prima volta è stato possibile esplorare con metodo rigorosamente stratigrafico alcuni piccoli ma significativi settori dell’enorme deposito archeologico situato all'interno del castrum romano, edificato sulla città etrusca nel III secolo a.C., sul quale si è sviluppato, in seguito, l’insediamento medievale di Santa Severa.
Gli scavi, sotto l’egida della Soprintendenza Archeologica per l’Etruria Meridionale, sono stati condotti, tra il 2003 e il 2009, dal dott. Flavio Enei, con l'ausilio dei volontari per i beni culturali del  Gruppo Archeologico del Territorio Cerite. 

## Il percorso espositivo

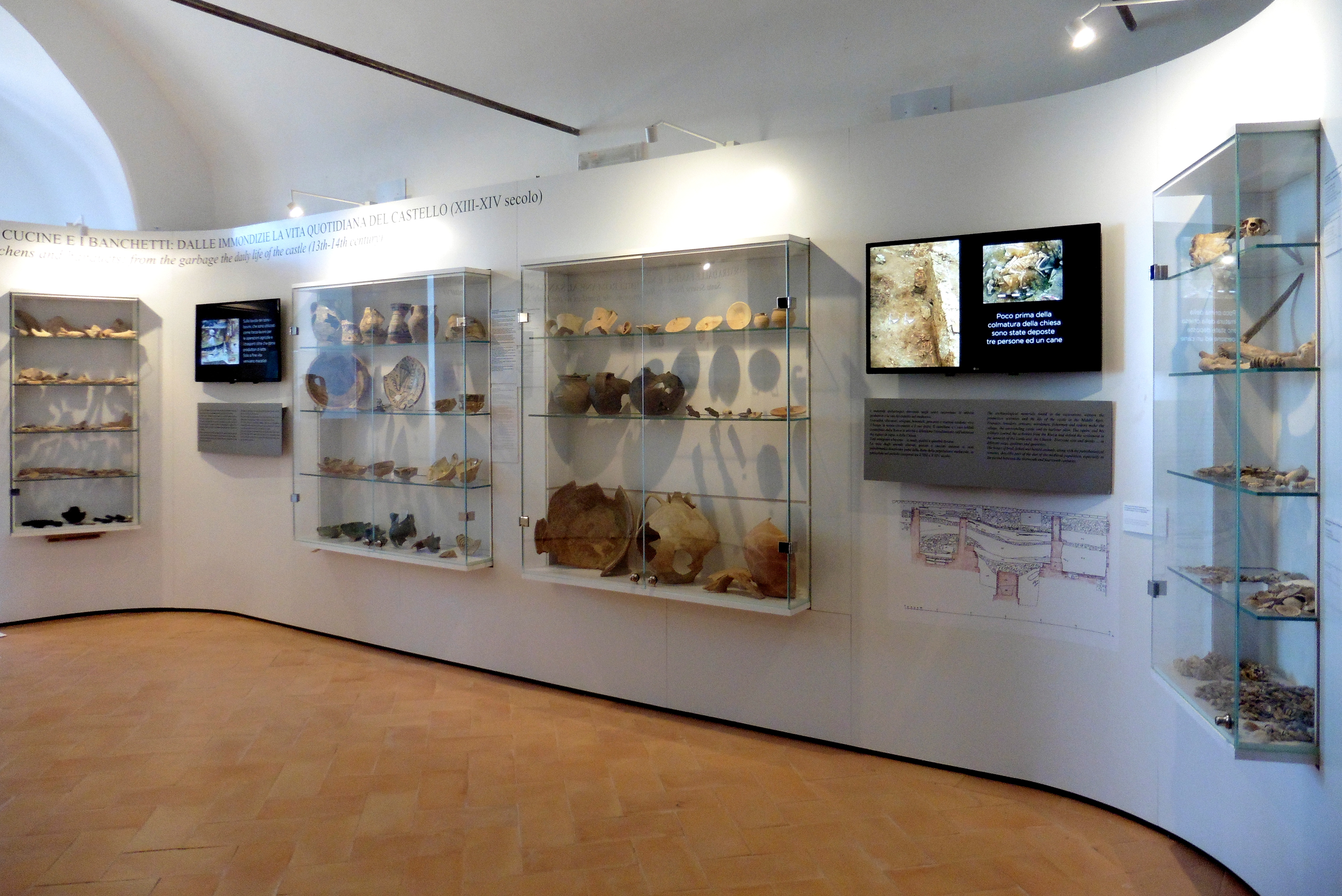
Sala 4. Racconto dell'economia e delle attività di sussistenza della Rocca e del suo borgo tra il XIII e il XIV secolo

Il Museo si articola in 14 sale espositive allestite all'interno della Rocca del Castello e nella Torre Saracena per una superficie totale di circa 850 m².
Il percorso museale si sviluppa su tre livelli della rocca, dal pianterreno al secondo piano, raccontando la storia dell’insediamento dall'epoca tardo antica al Medioevo (Piano terreno, sale 1-4), la fase rinascimentale, l’epoca moderna e lo studio antropologico sulla popolazione medievale del borgo (Primo piano, sale 5-10), il porto di Pyrgi con le ricerche di archeologia subacquea in essere nello specchio di mare antistante il castello e nel sito di Castrum Novum a Santa Marinella (Piano secondo, sale 11-13).
L’armamento della Torre Saracena attraverso i secoli (Sala 14 nella Torre Saracena).
Un sistema di comunicazione costituito da testi in italiano/inglese, immagini, esposizione di reperti, modelli ricostruttivi, video e un’App interattiva per smartphone, consente una fruizione semplice e gradevole dei contenuti.